# Sven Schimmel
Sven Schimmel (* 30. Juli 1989 in Reutlingen) ist ein ehemaliger deutscher Fußballspieler.
Er kam 2001 in der Jugend zum VfB Stuttgart. Dort wurde er mit den A-Junioren Süddeutscher Meister. Zur Saison 2008/09 gehörte er erstmals dem Kader der zweiten Mannschaft des VfB Stuttgart an.
Sein Profidebüt gab Schimmel am 25. Oktober 2008 am elften Spieltag der Saison 2008/09 für den VfB II in der 3. Liga gegen Fortuna Düsseldorf. Zu Beginn der Saison 2011/12 wechselte der Verteidiger zum SV Wehen Wiesbaden. Im Sommer 2013 beendete er seine aktive Profi-Karriere. Schimmel wechselte anschließend zum SSV Reutlingen und schloss sich 2015 dem SGV Freiberg an.
Parallel dazu begann er ein Studium in Medienwirtschaft an der Hochschule der Medien in Stuttgart, das er 2018 abschloss. Er ist heute als Mentalcoach für Profifußballer tätig.
Seit 2023 spielt Schimmel wieder für seinen Heimatverein SV Rommelsbach in der Kreisliga A Reutlingen.